# 東大野田
東大野田（ひがしおおのだ）は宮城県仙台市太白区の町丁。郵便番号は982-0004。住民基本台帳に基づく人口は1,208人、世帯数は611世帯（2025年4月1日現在）。丁目の設定のない単独町名である。全域で住居表示を実施している。旧仙台市東大野田。

## 地理
仙台市の南部、名取川と旧笊川の間に位置する。旧笊川を挟んで北を諏訪町と、東を郡山と、西から南にかけてを大野田と接する。
都市計画区域上では仙台南部道路より北側が市街化区域に、南側の名取川の河川敷は市街化調整区域に指定されている。都市計画法上の用途地域では第二種住居地域および準工業地域（仙台バイパス沿道）に、防火指定では仙台バイパス沿道において準防火地域に指定されている。また、土地利用の促進を図るため仙台バイパス沿道では特別用途地区として第二種特別業務地区に指定されている。
- 河川：名取川、旧笊川

## 歴史
行政区画としては陸前国名取郡大野田村・郡山村の各一部にあたり、明治4年7月14日（1871年8月19日）に廃藩置県によって仙台県の管轄に、明治5年1月8日（1872年2月16日）に宮城県へ改称された。同年4月9日（6月10日）には大区小区制の施行により宮城県第14大区小1区（郡山村）および小7区（大野田村）となり、1874年（明治7年）には両村が第8大区小5区に変更された。
大区小区制は1878年（明治11年）10月21日に廃止され、1889年（明治22年）4月1日には新たに町村制が施行、郡山村は茂ヶ崎村大字郡山に、大野田村は西多賀村大字大野田となった。1915年（大正12年）2月1日、茂ヶ崎村は町制施行と同時に改称して長町となり、郡役所廃止後の1928年（昭和3年）4月1日には仙台市に編入され、仙台市郡山となった。西多賀村は1932年（昭和7年）10月1日に仙台市に編入され、仙台市大野田となった。
1981年（昭和56年）7月6日、仙台市の富沢・長町南地区で住居表示が施行され、東大野田が誕生した。

### 年表
- 1981年（昭和56年）7月6日 - 富沢・長町南地区の住居表示の実施に伴い、大野田および郡山の一部をもって東大野田が誕生する[2]。
- 1989年（平成元年）4月1日 - 仙台市が政令指定都市に移行し、太白区が誕生。仙台市太白区東大野田となる。
- 2017年（平成29年）4月 - 名取川の河川敷に名取川東大野田緑地が設置される[18]。

### 町名の変遷
町名の変遷は以下の通りである。
| 変更後の区域 | 変更後の区域     | 変更前の区域 | 変更前の区域 | 変更前の区域 | 変更日                   |
| 自治体       | 町丁             | 自治体       | 大字         | 小字         | 変更日                   |
| ------------ | ---------------- | ------------ | ------------ | ------------ | ------------------------ |
| 仙台市       | 東大野田（新設） | 仙台市       | 大野田       | 字元東       | 1981年（昭和56年）7月6日 |
| 仙台市       | 東大野田（新設） | 仙台市       | 大野田       | 字北荒井     | 1981年（昭和56年）7月6日 |
| 仙台市       | 東大野田（新設） | 仙台市       | 大野田       | 字中東       | 1981年（昭和56年）7月6日 |
| 仙台市       | 東大野田（新設） | 仙台市       | 郡山         | 字南中河原北 | 1981年（昭和56年）7月6日 |
| 仙台市       | 東大野田（新設） | 仙台市       | 郡山         | 字銭神       | 1981年（昭和56年）7月6日 |

## 世帯数と人口
2024年（令和6年）1月1日現在の世帯数と人口は以下の通りとなる。
| 町丁     | 世帯    | 人口    |
| -------- | ------- | ------- |
| 東大野田 | 586世帯 | 1,205人 |
| 計       | 586世帯 | 1,205人 |

## 小・中学校の学区
小・中学校の学区は以下の通りとなる。
| 町丁     | 街区符号・住居番号 | 小学校       | 中学校     |
| -------- | ------------------ | ------------ | ---------- |
| 東大野田 | 全域               | 東長町小学校 | 郡山中学校 |

## 施設

### 公共
- 名取川東大野田緑地（東大野田地内）[20]
- 東大野田公園（東大野田108-12）[20]
- 東大野田西公園（東大野田9-18）[20]
- 東大野田東公園（東大野田39-18）[20]

## 交通

### 鉄道
鉄道駅はない。最寄り駅は■東北本線の太子堂駅。

### バス
- 仙台市営バス[21][22]
  - 東大野田（10/15/20/25系統）

### 道路

#### 高速道路
- E48 仙台南部道路

#### 一般国道
- 国道4号（仙台バイパス）

#### 一般県道・主要地方道
- 宮城県道273号仙台名取線[23]